# ألمدون (آيت حمد)
ألمدون هو دُوَّار يقع بجماعة إغيل ن أومكون، إقليم تنغير، جهة درعة تافيلالت في المملكة المغربية. ينتمي الدوّار لمشيخة آيت حمد التي تضم 9 دواوير. يقدر عدد سكانه بـ 938 نسمة حسب الإحصاء الرسمي للسكان والسكنى لسنة 2004.

## روابط خارجية
- البوابة الوطنية للجماعات الترابية
- المندوبية السامية للتخطيط